# Lista planetelor minore/133501–133600
Aceasta este Lista planetelor minore/133501–133600; pentru a naviga prin lista completă vezi Lista planetelor minore.
Pentru ale detalii vezi și Proiect:Astronomie sau Portal:Astronomie.
| Nume               | Denumire provizorie | Data descoperirii  | Locul descoperirii  | Descoperitor(i)   |
| ------------------ | ------------------- | ------------------ | ------------------- | ----------------- |
| 133501 -           | 2003 ST282          | 19 septembrie 2003 | Palomar             | NEAT              |
| 133502 -           | 2003 SW283          | 20 septembrie 2003 | Socorro             | LINEAR            |
| 133503 -           | 2003 SW288          | 28 septembrie 2003 | Socorro             | LINEAR            |
| 133504 -           | 2003 SC290          | 28 septembrie 2003 | Anderson Mesa       | LONEOS            |
| 133505 -           | 2003 SV290          | 28 septembrie 2003 | Kitt Peak           | Spacewatch        |
| 133506 -           | 2003 SP293          | 27 septembrie 2003 | Socorro             | LINEAR            |
| 133507 -           | 2003 SG294          | 28 septembrie 2003 | Socorro             | LINEAR            |
| 133508 -           | 2003 SQ294          | 28 septembrie 2003 | Socorro             | LINEAR            |
| 133509 -           | 2003 SC295          | 28 septembrie 2003 | Socorro             | LINEAR            |
| 133510 -           | 2003 SU297          | 18 septembrie 2003 | Haleakala           | NEAT              |
| 133511 -           | 2003 SV298          | 18 septembrie 2003 | Haleakala           | NEAT              |
| 133512 -           | 2003 SY298          | 29 septembrie 2003 | Anderson Mesa       | LONEOS            |
| 133513 -           | 2003 SV299          | 16 septembrie 2003 | Kitt Peak           | Spacewatch        |
| 133514 -           | 2003 SJ303          | 17 septembrie 2003 | Palomar             | NEAT              |
| 133515 -           | 2003 SU303          | 17 septembrie 2003 | Palomar             | NEAT              |
| 133516 -           | 2003 SK304          | 17 septembrie 2003 | Palomar             | NEAT              |
| 133517 -           | 2003 SM304          | 17 septembrie 2003 | Palomar             | NEAT              |
| 133518 -           | 2003 SD306          | 30 septembrie 2003 | Socorro             | LINEAR            |
| 133519 -           | 2003 SK306          | 30 septembrie 2003 | Socorro             | LINEAR            |
| 133520 -           | 2003 SO308          | 29 septembrie 2003 | Anderson Mesa       | LONEOS            |
| 133521 -           | 2003 SF310          | 28 septembrie 2003 | Socorro             | LINEAR            |
| 133522 -           | 2003 SA311          | 29 septembrie 2003 | Socorro             | LINEAR            |
| 133523 -           | 2003 SB311          | 29 septembrie 2003 | Socorro             | LINEAR            |
| 133524 -           | 2003 SN311          | 29 septembrie 2003 | Socorro             | LINEAR            |
| 133525 -           | 2003 SZ314          | 16 septembrie 2003 | Socorro             | LINEAR            |
| 133526 -           | 2003 SE315          | 25 septembrie 2003 | Palomar             | NEAT              |
| 133527 Fredearly   | 2003 TZ             | 5 octombrie 2003   | Wrightwood          | J. W. Young⁠(d)    |
| 133528 Ceragioli   | 2003 TC2            | 4 octombrie 2003   | Junk Bond⁠(d)        | D. Healy⁠(d)       |
| 133529 -           | 2003 TR2            | 3 octombrie 2003   | Haleakala           | NEAT              |
| 133530 -           | 2003 TF5            | 2 octombrie 2003   | Kitt Peak           | Spacewatch        |
| 133531 -           | 2003 TJ5            | 2 octombrie 2003   | Haleakala           | NEAT              |
| 133532 -           | 2003 TK6            | 1 octombrie 2003   | Anderson Mesa       | LONEOS            |
| 133533 -           | 2003 TR8            | 2 octombrie 2003   | Haleakala           | NEAT              |
| 133534 -           | 2003 TC9            | 4 octombrie 2003   | Kitt Peak           | Spacewatch        |
| 133535 -           | 2003 TJ9            | 4 octombrie 2003   | Kitt Peak           | Spacewatch        |
| 133536 -           | 2003 TZ9            | 15 octombrie 2003  | Sandlot⁠(d)          | Sandlot⁠(d)        |
| 133537 -           | 2003 TL10           | 7 octombrie 2003   | Schiaparelli        | L. Buzzi⁠(d)       |
| 133538 -           | 2003 TW10           | 15 octombrie 2003  | Palomar             | NEAT              |
| 133539 -           | 2003 TF11           | 14 octombrie 2003  | Anderson Mesa       | LONEOS            |
| 133540 -           | 2003 TB12           | 14 octombrie 2003  | Anderson Mesa       | LONEOS            |
| 133541 -           | 2003 TQ13           | 3 octombrie 2003   | Kitt Peak           | Spacewatch        |
| 133542 -           | 2003 TS14           | 14 octombrie 2003  | Anderson Mesa       | LONEOS            |
| 133543 -           | 2003 TY14           | 15 octombrie 2003  | Anderson Mesa       | LONEOS            |
| 133544 -           | 2003 TD16           | 15 octombrie 2003  | Anderson Mesa       | LONEOS            |
| 133545 -           | 2003 TB17           | 14 octombrie 2003  | Anderson Mesa       | LONEOS            |
| 133546 -           | 2003 TR18           | 15 octombrie 2003  | Anderson Mesa       | LONEOS            |
| 133547 -           | 2003 TW18           | 15 octombrie 2003  | Anderson Mesa       | LONEOS            |
| 133548 -           | 2003 TN19           | 15 octombrie 2003  | Palomar             | NEAT              |
| 133549 -           | 2003 TP21           | 1 octombrie 2003   | Anderson Mesa       | LONEOS            |
| 133550 -           | 2003 TG50           | 3 octombrie 2003   | Haleakala           | NEAT              |
| 133551 -           | 2003 TU57           | 15 octombrie 2003  | Anderson Mesa       | LONEOS            |
| 133552 Itting-Enke | 2003 UJ4            | 16 octombrie 2003  | Mülheim-Ruhr        | Mülheim-Ruhr      |
| 133553 -           | 2003 UF5            | 16 octombrie 2003  | Kitt Peak           | Spacewatch        |
| 133554 -           | 2003 UN5            | 18 octombrie 2003  | Socorro             | LINEAR            |
| 133555 -           | 2003 UO5            | 16 octombrie 2003  | Anderson Mesa       | LONEOS            |
| 133556 -           | 2003 UP6            | 18 octombrie 2003  | Palomar             | NEAT              |
| 133557 -           | 2003 UX6            | 18 octombrie 2003  | Palomar             | NEAT              |
| 133558 -           | 2003 UP7            | 16 octombrie 2003  | Kingsnake⁠(d)        | J. V. McClusky⁠(d) |
| 133559 -           | 2003 UZ10           | 16 octombrie 2003  | Anderson Mesa       | LONEOS            |
| 133560 -           | 2003 UW11           | 16 octombrie 2003  | Anderson Mesa       | LONEOS            |
| 133561 -           | 2003 UK12           | 21 octombrie 2003  | Socorro             | LINEAR            |
| 133562 -           | 2003 UE23           | 21 octombrie 2003  | Kitt Peak           | Spacewatch        |
| 133563 -           | 2003 UN23           | 22 octombrie 2003  | Kitt Peak           | Spacewatch        |
| 133564 -           | 2003 US26           | 25 octombrie 2003  | Goodricke-Pigott⁠(d) | R. A. Tucker⁠(d)   |
| 133565 -           | 2003 UE27           | 23 octombrie 2003  | Goodricke-Pigott    | R. A. Tucker      |
| 133566 -           | 2003 UZ27           | 26 octombrie 2003  | Kitt Peak           | Spacewatch        |
| 133567 -           | 2003 UZ29           | 21 octombrie 2003  | Nashville⁠(d)        | R. Clingan⁠(d)     |
| 133568 -           | 2003 UO36           | 16 octombrie 2003  | Palomar             | NEAT              |
| 133569 -           | 2003 US36           | 16 octombrie 2003  | Palomar             | NEAT              |
| 133570 -           | 2003 UK37           | 16 octombrie 2003  | Črni Vrh            | Črni Vrh          |
| 133571 -           | 2003 UQ37           | 17 octombrie 2003  | Kitt Peak           | Spacewatch        |
| 133572 -           | 2003 UO38           | 17 octombrie 2003  | Kitt Peak           | Spacewatch        |
| 133573 -           | 2003 UQ39           | 16 octombrie 2003  | Kitt Peak           | Spacewatch        |
| 133574 -           | 2003 UN48           | 16 octombrie 2003  | Anderson Mesa       | LONEOS            |
| 133575 -           | 2003 UO48           | 16 octombrie 2003  | Anderson Mesa       | LONEOS            |
| 133576 -           | 2003 UE49           | 16 octombrie 2003  | Anderson Mesa       | LONEOS            |
| 133577 -           | 2003 UB50           | 16 octombrie 2003  | Haleakala           | NEAT              |
| 133578 -           | 2003 UY50           | 18 octombrie 2003  | Palomar             | NEAT              |
| 133579 -           | 2003 UC53           | 18 octombrie 2003  | Palomar             | NEAT              |
| 133580 -           | 2003 UA55           | 18 octombrie 2003  | Palomar             | NEAT              |
| 133581 -           | 2003 UC55           | 18 octombrie 2003  | Palomar             | NEAT              |
| 133582 -           | 2003 UF60           | 17 octombrie 2003  | Anderson Mesa       | LONEOS            |
| 133583 -           | 2003 UN60           | 17 octombrie 2003  | Anderson Mesa       | LONEOS            |
| 133584 -           | 2003 UD63           | 16 octombrie 2003  | Palomar             | NEAT              |
| 133585 -           | 2003 UM63           | 16 octombrie 2003  | Palomar             | NEAT              |
| 133586 -           | 2003 UH64           | 16 octombrie 2003  | Anderson Mesa       | LONEOS            |
| 133587 -           | 2003 UL64           | 16 octombrie 2003  | Palomar             | NEAT              |
| 133588 -           | 2003 UD65           | 16 octombrie 2003  | Palomar             | NEAT              |
| 133589 -           | 2003 UQ66           | 16 octombrie 2003  | Palomar             | NEAT              |
| 133590 -           | 2003 UB69           | 18 octombrie 2003  | Kitt Peak           | Spacewatch        |
| 133591 -           | 2003 UA71           | 18 octombrie 2003  | Kitt Peak           | Spacewatch        |
| 133592 -           | 2003 UR73           | 19 octombrie 2003  | Kitt Peak           | Spacewatch        |
| 133593 -           | 2003 UL77           | 17 octombrie 2003  | Kitt Peak           | Spacewatch        |
| 133594 -           | 2003 UX79           | 18 octombrie 2003  | Goodricke-Pigott⁠(d) | R. A. Tucker⁠(d)   |
| 133595 -           | 2003 US81           | 16 octombrie 2003  | Haleakala           | NEAT              |
| 133596 -           | 2003 UX86           | 18 octombrie 2003  | Palomar             | NEAT              |
| 133597 -           | 2003 UN88           | 19 octombrie 2003  | Anderson Mesa       | LONEOS            |
| 133598 -           | 2003 UQ88           | 19 octombrie 2003  | Anderson Mesa       | LONEOS            |
| 133599 -           | 2003 UX88           | 19 octombrie 2003  | Anderson Mesa       | LONEOS            |
| 133600 -           | 2003 UY88           | 19 octombrie 2003  | Anderson Mesa       | LONEOS            |